# Abdelghani Mouaoui
Abdelghani Mouaoui (sinh ngày 22 tháng 2 năm 1989) là một cầu thủ bóng đá người Maroc thi đấu cho Emirates Club.

## Sự nghiệp quốc tế

### Bàn thắng quốc tế
Tỉ số và kết quả liệt kê bàn thắng của Maroc trước.
| #  | Ngày                | Địa điểm                             | Đối thủ | Tỉ số | Kết quả | Giải đấu                  |
| -- | ------------------- | ------------------------------------ | ------- | ----- | ------- | ------------------------- |
| 1. | 24 tháng 1 năm 2016 | Sân vận động Amahoro, Kigali, Rwanda | Rwanda  | 1–0   | 4–1     | Cúp bóng đá châu Phi 2016 |
| 2. | 24 tháng 1 năm 2016 | Sân vận động Amahoro, Kigali, Rwanda | Rwanda  | 4–1   | 4–1     | Cúp bóng đá châu Phi 2016 |

## Danh hiệu
Wydad Casablanca
Vô địch
- Botola: 2014–15

Á quân
- CAF Champions League: 2011